# Гергана Лаптева
Гергана Гришева Лаптева е българска писателка и геоложка, участничка в седем български експедиции до Антарктида, членка на Българския антарктически институт.

## Биография
Гергана Лаптева е родена на в гр. София. Завършва Художествената гимназия със специалност „Живопис“. Висшето си образование получава в Софийския университет „Св. Климент Охридски“, в катедра „Геология, палеонтология и полезни изкопаеми“, където защитава дипломна теза на тема „Долнокредна амонитна фауна в Еленския Предбалкан“, а последствие работи по докторска дисертация в района на гр. Бяла.
Гергана Лаптева работи в Българския антарктически институт като завеждащ отдел „Култура“.
От 2006/07 г. участва в седем експедиции до Антарктида. В периода 2007 – 2010 г., работи по съвместен геоморфоложки проект с португалския учен Алешандре Тринидаде (Лисабонски университет). От 2011 г. участва като художник и фотограф в редица „еко арт“ проекти (съвременна форма на изкуство, насочена към творене в синхрон с околната среда, създадено от артисти, които са загрижени за местни и глобални екологични ситуации, вярващи, че възстановяването на връзката на човека с природата е един от приоритетите за съвременното общество). Заедно с Бисера Йосифова, директор на НХГ и проф. Христо Пимпирев, директор на БАИ участва в проект за филиал на Националната художествена галерия в Антарктида.
Гергана Лаптева е основател и координатор на програмата „ECOANTAR“ на БАИ, проекта „Terra Australis Incognita“ (Непознатата южна земя), „Еко Антарктида“ и „Усещането Антарктида“.
Името на Гергана Лаптева носи остров „Лаптева“ в архипелага Палмер, Антарктида. Наименованието е дадено от Комисията по Антарктически наименования (към МВнР) за приноса на Лаптева към дейността на България в Антарктика.
Сред съставителите е на алманаха „Непознатата южна земя – Terra Australis Incognita“.
Автор е на книгите „Посока юг – пътуване към Антарктида“, „Врата на боговете. Южна Америка – истории от земята на инките“, „Монетата“, „Божествен аромат“, „Тайната от Апамея“ и „Третият слой“.